# Arash Talebinejad
Arash Talebinejad (persiska: آرش طالبی‌نژاد), född 1981, är en före detta fotbollsspelare. Talebinejad har även representerat Sveriges U21-landslag.
Talebinejad debuterade för AIK i Allsvenskan den 22 april 2003 i en 1–1-match mot Hammarby IF. Hans första mål för klubben kom den 27 april 2003 i en 3–0-vinst över Örgryte IS. Han gjorde 2–0-målet i den 59:e minuten.